# Julia Robinson

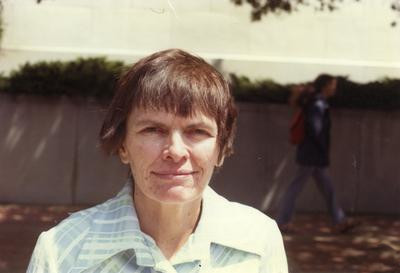
Julia Robinson

Julia Hall Bowman Robinson (Saint Louis, 8 december 1919 - Oakland, 30 juli 1985) was een Amerikaans wiskundige, die het best bekend is voor haar werk aan het beslissingsprobleem en vooral aan het tiende probleem van Hilbert.
- Bibliothèque nationale de France: cb13750802q (data)
- Catàleg d'autoritats de noms i títols de Catalunya: 981058620066806706
- CiNii: DA10773512
- DBLP: 14/2997
- Gemeinsame Normdatei: 119500280
- International Standard Name Identifier: 0000 0001 1652 1191
- Library of Congress Control Number: n96048698
- Mathematics Genealogy Project: 32658
- Nationale Bibliotheek van Tsjechië: uk20211115758
- Nationale Bibliotheek van Israël: 987007319518205171
- Nederlandse Thesaurus van Auteursnamen: 167257137
- LIBRIS: 238513
- SNAC: w6446z26
- Système universitaire de documentation: 083203583
- Virtual International Authority File: 59264404
- WorldCat: E39PBJhMpXpbkhdWRw39ghPPcP